# فرودگاه سورو-انیسیسک
فرودگاه سورو-انیسیسک (به روسی: Аэропорт Северо-Енисейск) فرودگاهی عمومی واقع در سورو-انیسیسک در کشور روسیه است.